# Nicovala Sighișoara
Nicovala Sighișoara este o companie producătoare de piese turnate din fontă și echipamente speciale din România.
Compania produce piese turnate și forjate și diverse utilaje și, de asemenea, activează în domeniul prelucrărilor prin așchiere, asamblări sudate și construcții metalice, acoperiri galvanice și tratamente termice.
Nicovala Sighișoara este deținută în proporție de 70% de firma cipriotă Nicovala Holdings, în timp ce 23,5% din acțiuni sunt controlate de SIF Transilvania.
Restul acțiunilor aparțin mai multor persoane fizice.